# Benkovac
Benkovac (olaszul: Bencovazzo) város és község Horvátországban Zára megyében.

## Fekvése
Zárától légvonalban 27, közúton 44 km-re délkeletre, Dalmácia északi részén fekszik. A tengertől való távolsága légvonalban 17, közúton 21 km. Egyszerű középkori faluból fejlődött ki azon a vidéken, amely átmenetet képez a Ravni kotari termékeny síksága és a Bukovica sziklás területe között. A település, mely a Ravni kotari keleti szélén található a terület egyetlen városaként annak központját képezi. Benkovac fejlődését elsősorban fekvésének köszönheti, mivel a Zárából Kninbe és Likából a tengerhez vezető utak kereszteződésében található. E kedvező tényezőket tovább fokozta a Zára – Knin vasútvonal (1966-ban), majd különösen a Zágráb-Split autópálya (2005-ben) megépítése, melyek ugyancsak itt haladnak keresztül. Az autópálya benkovaci csomópontja csak mintegy 3 km-re található a várostól délnyugatra Miranje és Šopot falvak között. A község területét északnyugatról Novigrad és Posedarje, nyugatról Zemunik Donji, délnyugatról Škabrnja, délről Polača, északról Obrovac, északkeletről Kistanje, keletről Lišane Ostrovičke, délkeletről Stankovci községek határolják.

## A község települései
Közigazgatásilag Benkovacon kívül még Benkovačko Selo, Bjelina, Brgud, Bruška, Buković, Bulić, Dobra Voda, Donje Biljane, Donje Ceranje, Donji Karin, Donji Kašić, Donji Lepuri, Gornje Biljane, Gornje Ceranje, Islam Grčki, Kolarina, Korlat, Kožlovac, Kula Atlagić, Lisičić, Lišane Tinjske, Medviđa, Miranje, Nadin, Perušić Benkovački, Perušić Donji, Podgrađe, Podlug, Popovići, Pristeg, Prović, Radošinovci, Raštević, Rodaljice, Smilčić, Šopot, Tinj, Vukšić, Zagrad és Zapužane települések tartoznak hozzá.

## Története
Az emberi élet első nyomai Benkovac tágabb értelemben vett területén a kőkorszak elejéig nyúlnak vissza. Ebből a korból származnak a kilčevicai Kličevice-patak szurdokában található Velika pećina barlang leletei, valamint a Smilčić falu területén előkerült leletek. Számos lelet került elő az újkőkorból, az i. e. 6000 és 2500 közötti időszakból Benkovac Barice, Brdine, Lisičić és Smilčić területéről is. Ebben az időszakban az intenzív földművelés kezdeti időszakában alakultak ki az első állandó települések ezen a területen. A rézkorban és bronzkorban a folyamatos emberi jelenlétet a község területén található számos erődített település (Buković, Nadin, Karin, Benkovac várai) maradványa bizonyítja, melyek lakottak voltak később a vaskorban az illír liburn törzs idejében is. A liburnok az i. e. 1100 körüli időben hosszú vándorlás után tűntek fel a Krka-folyótól az isztriai Rašáig húzódó tengerparti területen. A legnagyobb szárazföldi területeket Észak-Dalmáciában birtokolták. A rómaiak behatolásával e vidék liburn népei római uralom alá kerültek. A rómaiak számos új települést alapítottak (Asseria–Podgrađe, Nedinum-Nadin, Corinium-Karin), melyek fokról fokra a római kultúra, hagyomány és életmód meghonosítói voltak. Ezek a települések jól védhető magaslatokon álltak és nagy kőtömbökből épített erős falakkal voltak körülvéve. Többségük a Jaderból Salonába vezető római út mentén feküdt. A 4. századtól ezen a vidéken is elterjedt a kereszténység és felépültek az első keresztény templomok. A község területén Lepuri, Korlat és Prigrada településeken is megtalálhatók ezeknek a legkorábbi szakrális épületeknek a romjai. A 7. században az avarok és a szlávok betörésekor miután elesett Salona a területen található római települések is megsemmisültek. A letelepedett szlávok pogány életet éltek. Ez csak a 9. században a nyugatról terjeszkedő frank állam hatására változott meg, amikor a kereszténység fokról fokra terjedt. A szlávok ekkor már a frankok vazallusaiként befogadva a kereszténységet állandó településeket létesítettek és fejedelmük vezetésével létrehozták első államukat. Benkovac területe Knin, Nin és Biograd között félúton fekve ennek a horvát területnek a központjában volt. A területét átszelő akkori főút, melyet a korabeli források Via Magnának neveznek a mai benkovac-knini úttal párhuzamosan haladt.
Benkovac területe négy akkori horvát megye (Novljanska, Sidraška, Bribirska és Karinska) találkozásánál feküdt. Az erős államszervezet megteremtésével megerősödött a kereszténység is, amely új templomok építésében és egyházi intézmények alapításában nyilvánult meg. A fiatal horvát államban ebben az uralkodók, a zsupánok és a misszionáriusok vállaltak nagy szerepet, amint ezt Branimir fejedelem šopoti felirata is bizonyítja. A horvátok még a 12. század elején is tizenkét törzsi közösségben éltek, melyet 1102-ben Kálmán magyar király horvát királlyá választáskor említenek először történeti források. A 19. században Lepuri területén Kálmán király által veretett mintegy kétezer pénzérmét találtak. Kálmánt Biogradban koronázták meg, amelyen az említett horvát törzsek képviselői is részt vettek és a király vitézeiként jelentős birtokokat kaptak a középkori Horvátországban. Ekkor tűntek fel ezen a vidéken a Šubićok Bribir uraiként, a Karinjanok Korlat és Kula Atlagić uraiként, a Jamometek Podlug uraiként és a Gusićok Biljane és Smilčić uraiként. Ezek a birtokok a Nin és Knin között félúton a főút mentén feküdtek. Az itteni pezsgő életről tanúskodnak a középkori települések és templomok (Učitelja Vas-Szent György, Paprečane-Szent Jakab, Praskvić-Szent Miklós, Tihlić-Szent Mátyás, Buković-Szent Vid) maradványai. 1409-ben Velence százezer dukátért megvásárolta Dalmáciát a horvátok által királyként elismert Nápolyi László magyar ellenkirálytól. Ennek következtében Benkovac területe határvidékké vált a Velencei Köztársaság és a Magyar Királyság között. Emiatt ezen a területen a határ védelmére új végvárrendszert építettek ki, melynek Benković, Perušić, Kličevica, Korlat, Vukšić és Budak várai is részét képezték.
Benković várának felépítése egyben a mai Benkovac város történetének a kezdetét jelenti. A török 1527-ben foglalta el ezt a területet egészen Zemunikig. A török elől az itt élő lakosság többsége elmenekült és ennek következményei hosszú ideig érződtek a térség fejlődésében. A török uralom 1683-ig tartott, amikor hosszú felszabadító harcok után a megszállókat elűzték. Ezzel párhuzamosan új népesség költözött be az üresen hagyott területre, melynek egy része katolikus horvát, más része pravoszláv (tulajdonképpen szerb) volt, akiket a korabeli velencei források vlachoknak, illetve morlakoknak neveznek, amely egy régi, kissé gúnyos elnevezése a kotaracoknak, a bukovacoknak és a vlachoknak. A török uralomnak a keresztény épületek egy része áldozatul esett, azonban egy részük kétségtelenül átvészelte ezt az időszakot. Ott ahol pravoszláv lakosság telepedett le a katolikus templomokat átvette. Így történt ez Kolarinán, Bukovicán, Kula Atlagićon, Gornje Biljanén, Miranjén, Ceranjén és máshol is. A két vallási irányzat viszonylagos békében élt egymás mellett a 17. és a 19. század között. A feszültség a 19. század végén kezdődött, majd a 20. században tovább fokozódott, mely a nemzeti államok kialakulásával van összefüggésben. A község területe 1797-ig a Velencei Köztársaság része volt. Miután a francia seregek felszámolták a Velencei Köztársaságot és a campo formiói béke értelmében osztrák csapatok szállták meg. 1806-ban a pozsonyi béke alapján a Francia Császárság Illír Tartományának része lett. 1815-ben a bécsi kongresszus újra Ausztriának adta, amely a Dalmát Királyság részeként Zárából igazgatta 1918-ig. A településnek 1857-ben 160, 1910-ben 546 lakosa volt. Az első világháború után előbb a Szerb-Horvát-Szlovén Királyság, majd Jugoszlávia része lett. A második világháború idején 1941-ben a szomszédos településekkel együtt Olaszország fennhatósága alá került. Az 1943. szeptemberi olasz kapituláció után visszatért Horvátországhoz, majd újra Jugoszlávia része lett. A jugoszláv államban a szerbek hegemóniája érvényesült és ennek volt alárendelve az államszervezet is. 1991-től többségben szerb lakói csatlakoztak a Krajinai Szerb Köztársasághoz és tevékenyen részt vettek annak harcaiban. A katolikus templomokat felrobbantották, köztük sok olyat amely még a hosszú török uralmat is átvészelte. A Vihar hadművelet idején 1995 augusztusában szerb lakossága elmenekült és közülük sokan később sem tértek vissza. A településnek 2011-ben 2866 lakosa volt, akik főként mezőgazdasággal és állattartással foglalkoztak.

## Lakosság
| Lakosság változása | Lakosság változása | Lakosság változása | Lakosság változása | Lakosság változása | Lakosság változása | Lakosság változása | Lakosság változása | Lakosság változása | Lakosság változása | Lakosság változása | Lakosság változása | Lakosság változása | Lakosság változása | Lakosság változása | Lakosság változása |
| ------------------ | ------------------ | ------------------ | ------------------ | ------------------ | ------------------ | ------------------ | ------------------ | ------------------ | ------------------ | ------------------ | ------------------ | ------------------ | ------------------ | ------------------ | ------------------ |
| 1857               | 1869               | 1880               | 1890               | 1900               | 1910               | 1921               | 1931               | 1948               | 1953               | 1961               | 1971               | 1981               | 1991               | 2001               | 2011               |
| 160                | 437                | 341                | 432                | 512                | 546                | 658                | 630                | 1.149              | 1.367              | 1.897              | 2.190              | 2.955              | 3.776              | 2.622              | 2.866              |

## Nevezetességei
- Benkovac környékének turisztikailag leglátványosabb helye kétségkívül a várostól 6-7 kilométerre Podgrađe falu mellett található liburn-római erődített település Asseria romjai. A romokról a 18. század végén a velencei utazó Alberto Fortis számolt be először, aki akkor lelkesedésében el is határozta, hogy majd egyszer ásatni visszatér a területre. Ezt követően a 19. század végén 1898-ban érkeztek ide bécsi régészek és ők végezték az első szakszerű ásatásokat. Ezek eredményeiről, a feltárt romokról a 20. század elején írt az ide látogató ismert költő és utazó Ante Tresić Pavičić.[5] A rendszeres régészeti feltárások 1998-tól folynak a területen számos lelettel az itt élt emberek életéről. Már néhány perces séta után is meggyőződhetünk ennek a városnak az egykori jelentőségéről, mely a Jaderból és Nedinumból Varvaria és Burnum felé vezető út feletti magaslaton feküdt. A falak még romjaikban is hatalmasak, szélességük helyenként eléri a három métert. Könnyű megkülönböztetni a rómaiak durva, de szabályosan megmunkált köveit a késő ókori zavaros időszakban az itt élő nép által rakott kövekből épített falaktól, melyek alacsonyabbak és durvábban megmunkáltak voltak. A 2. század elején Asserián keresztül vonultak Traianus római császár seregei a Dacia elleni hadjáratra. Ennek az eseménynek az emlékére a város egyik bejáratánál diadalívet építettek.[5] Az itt lakók mindennapi életéről tanúskodik az akvadukt, amely a közeli Lisičićből szállította a vizet, valamint a fórum, ahol a fontosabb középületek álltak. A római szobrászat fejlettségéről mesél az a számos és különféle feliratos sírkőlap is amelyeket itt találtak. A sírköveken kívül a romok közül különféle épületelemek és szobrok töredékei. Közülük a legérdekesebb egy nagy kőoltár, amely építőanyagként volt beépítve egy később épített falba. A négyszögletes oltár valószínűleg az egykori fórumon állt, a szélesebb oldalán a capitoliumi farkas és a kis Romulus és Remus ábrázolása, a szűkebb oldalon áldozati bika és libatio (italáldozat) látható. Az oltár több más értékes lelettel együtt a benkovaci városi múzeumban látható.[5] Mire a szlávok megérkeztek Dalmáciába Asseria fénye már a múlté volt. Az itteni folyamatos élet egyetlen jele a kis Szentlélek templom, mely a késő ókortól napjainkig őrizte a keresztény hitet ezen a helyen. Ma az egész terület szépen rendezett, ahol a turistákat útbaigazító táblák tájékoztatják.

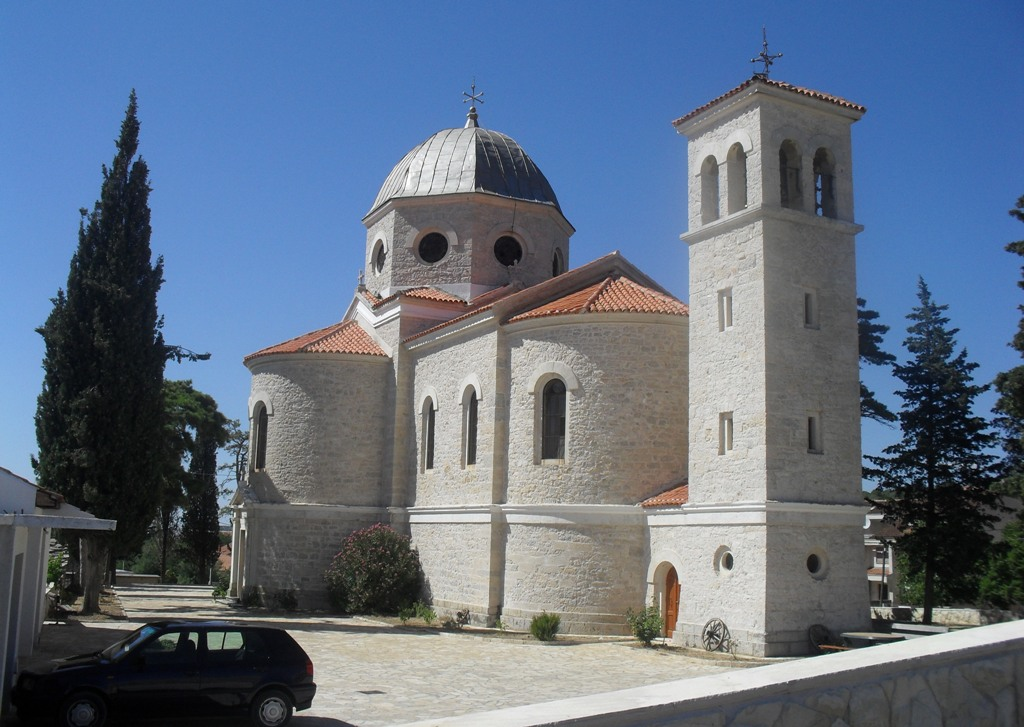
A szerb pravoszláv templom

- Ókori villa[6] nagyméretű komplexumát fedezték fel 1952-ben Benkovac közelében, a Sloboština-patak mentén. Az épületegyüttesben kilenc nagyobb és kisebb helyiség található, amelyek nyugatról keletre és északra húzódnak. A legnagyobb helyiségben a padlón egy fehér, szürke-kék és vörös kőkockákból álló mozaikot is felfedeztek. A villán belül biztosítva volt a friss víz folyamatos áramlása, amit egy ciszterna is erősített, amely egy egy földalatti csatornán keresztül feltöltött medencét látott el. A villát a középkorban is használták, ezt bizonyítják a középkori kerámiák töredékei és a kandallók maradványai. A villától délnyugatra további épületeket találtak, amelyek minden bizonnyal egy gazdasági udvar épületkomplexumához tartoztak. Az építési módszer és az itt talált római pénzek alapján a benkovaci villa a 2. és 4. század között épült.
- Szent János (Jovan) tiszteletére szentelt szerb pravoszláv templom a város keleti részén a Knin felé menő út mellett áll. Helyén a középkorban az egykori Vuković falu Szent Vid temploma állt. A templom a 19. század végén épült historizáló neobizánci stílusban. Az építés időpontja az oldalsó bejárat feletti feliraton látható, mely szerint I. Ferenc József osztrák császár és magyar király idejében épült 1885-ben. Kereszt alaprajzú, a kereszt szárainak metszéspontjában nyolcszögű tamburán álló kupolával. A kereszt alakzat végei íveltek, melyek keleti végében az apszis mögött emelkedik a harangtorony. A templom ikonosztáza a 19. században készült. Közelében található az a ház mely a 18. században Simeon Končarević dalmát pravoszláv püspök székhelye volt.[7]
- Benkovac felett egy dombon áll Benković kisméretű vára,[8] amely a benkovaci síkság feletti fekvése miatt uralja a város látképét. A vár egyszerű kőépület, amely egy négyszögletes udvart vesz körül, melyben egy zömök négyszögletes torony áll. A vár maga valószínűleg a 15. században épült, míg a sarkain látható kerek bástyák a 16. században a török háborúk idején épültek hozzá. Építtetője nagy valószínűséggel a horvát Benković család egyik tagja volt, első írásos említése 1468-ban történt. Az egyik régi horvát krónika a horvát fejedelmek által a mai Benkovac feletti Szent Antal dombon épített toronytól beszél és csak a település kapta volna a nevét a birtokosáról. Amikor ugyanis a török 1527-ben a várat elfoglalta hűbérura a livnói Benković bég lett. Ibrahim pasa boszniai beglerbég egyik 1620-ban kelt leveléből tudjuk, hogy ez a kis vár egy lakatlan toronnyal és egy kis házzal rendelkezett, mely megismétlődik egy 1624-es leírásban is. A zárai de Begne család történetében olvashatjuk, hogy 1650-ben Carlo de Begne felgyújtotta Benkovich tornyát. Benkovac a környező településekkel együtt 1683-ban szabadult fel a török uralom alól. A vár ma kultúrközpontként a benkovaci városi múzeumhoz tartozik.[9]
- A benkovaci vár falához épült a város védőszentjének Szent Antalnak a temploma.[10] Egyszerű, egyhajós épület egyszerű bejárattal, homlokzatán három kis ablakkal és hozzá illő harangépítménnyel. Az oldalfalon a barokk korban közkedvelt félköríves ablak látható. Belül is egyszerű, négyszög alaprajzú épület egy barokk jegyeket viselő oltárral. Érdekességét inkább a fekvése adja, mely a környező erődfalakkal sajátos középkori hangulatot áraszt. Az oltár felirata és barokk részletei alapján általában az 1743-as évet tartják a templom építési időpontjának, de nagy valószínűséggel a templom már jóval korábban létezett és az oltáron levő dátum csak az oltár építési időpontját jelenti. Arról, hogy ezen a helyen már régebben is állt templom egy korábbról fellelt dokumentum tanúskodik, mely a templom megújításának idejét 1726-ra keltezi. Ez pedig a korábbi gótikus templom barokk stílusú átépítésének ideje lehet, mely abban az időben teljesen megszokott volt.[11]
- Az autópálya benkovaci kijáratának közelében található Kličevica várának romja. A vár egy magaslaton áll, amely alatt az azonos nevű időszakos vízfolyás csörgedezik. A falak alatt tiszta vizű forrás ered. A várhoz Benkovac felől Zára felé haladva, a benkovaci kijáratnál balra fordulva a vasúti átjárón átvezető aszfaltos úton lehet eljutni. Az út egy idő után aszfaltozatlan útban folytatódik, amely azután átvezet egy kis tisztáson és egy kis fenyőerdőn. Innen turistajelzéses erdei ösvény vezet a romokhoz, melyek közül kiemelkedik az északi sarkon álló erős és magas hengeres torony. A déli fal előtt kis tisztás található, ahonnan meredek lejtő tart a patakig. A vár abban azt követően épült, miután Nápolyi László ellenkirály százezer dukátért egész Dalmáciát eladta Velencének, és ez a terület a Magyar Királyság határvidékévé vált. Építtetője a 15. század közepén a Kurjaković család volt és építése rögtön heves vita tárgyát képezte Velencével, amely terjeszkedését látta veszélyeztetve a vár létezése miatt. Emiatt a köztársaság többször próbálta rávenni Mátyás magyar királyt az építés abbahagyására.[12] A mind gyakoribb török támadások és a török hódítás veszélye azonban az építés mielőbbi befejezésére sarkalta a királyt, sőt mi több még több várat is fel kellett építtetnie. Ekkor épültek meg a közeli Benković, Perušić és Polača várai. Velence is fokozta a védelmet a saját határtérségében Vrána és Nadin falainak megerősítésével. Az erőfeszítések ellenére 1538-ig a török mégis elfoglalta valamennyi erősséget. A török kiűzése után Kličevica is elveszítette jelentőségét, idővel sorsára hagyták és azóta pusztul.
- A Kisboldogasszony római katolikus plébániatemplomot 1863-ban kezdték építeni és már 1864-ben be is fejezték. Az építést pályázat előzte meg, melyet 1862-ben Angelo Contù nyert meg. Felszentelését 1864. szeptember 8-án Petar Dujam Maupas zárai érsek végezte. A harangtorony és a főoltár csak jóval később 1869-ben készült el. A templom a város központjában egy tér közepén állt, amelyet keletről a plébániaház határolt. Tájolása északkelet-délnyugati, homlokzata a főút felé nézett. A templom kereszt alaprajzú volt, félköríves apszissal, a kereszt szárainak találkozásánál emelkedő nyolcszögű kupoladobon álló kupolával. A főhajó hosszúsága 18,10 méter, szélessége 5,35 méter, a kupola magassága 13 méter volt. A négyszögletes alaprajzú harangtorony magassága 20 méter volt, északnyugati oldalán felirat hirdette, hogy I. Ferenc József császár idejében épült. A templomot 1962-ben megújították. 1992 második felében szerb felkelők és katonák aláaknázták és felrobbantották, de még az alapjait is eltávolították. A helyére fákat ültettek. Arra a helyre ahol a régi templom állt, építették fel a háború után az új plébániatemplomot, melyet 2003. szeptember 13-án szentelt fel Ivan Prenđa zárai érsek.[13]
- A benkovaci városi temetőben található egy híres és érdekes kápolna, amely családi mauzóleum is egyben.[14] A bejárata feletti feliraton az olvasható, hogy Mate Meštrović építtette 1905-ben a maga és felesége számára, akik a híres szobrászművész Ivan Meštrović szülei voltak. Egyszerű, de a maga korában modern, négyszög alaprajzú épület nyeregtetővel, gazdagon díszített szecessziós stílusú homlokzattal. Építője korának ünnepelt szobrásza Ivan Rendić volt, aki ezen kívül számos szobor és síremlék alkotója volt szerte Horvátországban.[15]